# Harold Gomberg
Harold Gomberg   (30 de novembre de 1916 - 7 de setembre de 1985)) va ser el principal (primer o solista) oboista de la Filharmònica de Nova York des de 1943 fins a 1977.
Nascut a Malden (Massachusetts), Harold i el seu germà Ralph van estudiar amb Marcel Tabuteau, considerat el pare de l'oboè nord-americà, al Curtis Institute of Music de Filadèlfia. Abans d'unir-se a la Filharmònica de Nova York, Gomberg va ocupar càrrecs a lOrquestra Simfònica Nacional, la Simfònica de Toronto i la Simfònica de St. Louis. Va formar part durant molt temps de la facultat de la Juilliard School i va enregistrar diversos àlbums de repertori per a oboè en solitari durant la seva llarga i distingida carrera. Entre els seus alumnes i conta John Mack.
Harold Gomberg també era un àvid pintor i estava casat amb l'arpista/compositora Margret Brill. Va morir d'un atac de cor a Capri.